# نوط تحرير الكويت

شريط تحرير الكويت

نوط تحرير الكويت (وسام تحرير الكويت) وسام يمنح من قبل الملك فهد بن عبد العزيز آل سعود من المملكة العربية السعودية للخدمة خلال حرب الخليج الثانية.

## الخلفية
تمنح النسخة السعودية من ميدالية تحرير الكويت لأفراد قوات التحالف الذين شاركوا في عملية عاصفة الصحراء وتحرير الكويت بين تاريخ 17 يناير 1991 و 28 فبراير 1991.
تعتبر هذه النسخة أكثر ندرة من النسخة الكويتية من الميدالية، لأنها تعترف بالخدمة في فترة زمنية قصيرة نسبيا (بضعة أسابيع فقط) بينما يتم منح النسخة الكويتية من الميدالية للخدمة على مدار ثلاث سنوات. تعد النسخة العربية السعودية أيضا في صدارة الأسبقية في الولايات المتحدة لحصولها على إذن قبل النسخة الكويتية بسنوات.

## الوصف
تتكون النسخة السعودية من ميدالية تحرير الكويت من نجمة فضية مكونة من 15 نقطة مدورة (مع نقاط مدورة أقصر بينهما) تعلوها ميدالية ذهبية تحتوي على إكليل من الزهور في منتصف الميدالية وتاج في أعلها. تمثل النجمة الفضية الأرض، بينما الجزء الذهبي تمثيل للمملكة العربية السعودية.
فوق الميدالية المذهبة توجد السيوف المتقاطعة وشجرة النخيل المأخوذة من السايفر الملكي. في حين يمر ذيل السنونو مع نهاياته المطوية للخلف في اتجاه الأعلى لتحيط بمحيط الميدالية الذهبية. الميدالية منقوش عليها جملة تحرير الكويت باللغتي العربية (في الأعلى) والإنجليزية (في الأسفل).

## الشريط
شريط الميدالية مطلي بالذهب ويتكون من سيوف متقاطعة على شجرة نخيل.

## القبول والارتداء

### أستراليا
أذنت الحكومة الأسترالية بالميدالية مع غيرها من الجوائز والأوسمة الدولية بعد جميع الميداليات الأسترالية الأخرى.

### بلجيكا
سمحت بلجيكا برفع الميدالية بالزي العسكري مع الأوسمة والجوائز الدولية الأخرى بعد جميع الميداليات البلجيكية.

### كندا
أصدرت الحكومة الكندية قرارا يسمح للموظفين الكنديين بقبول الميداليات كتذكار وليس ضمن الزي الرسمي.

### فرنسا
أصدرت الحكومة الفرنسية بيانا تعلن فيه عن اعترافها بالميدالية بل وموافقتها على لبس الميدالية ضمن الزي الرسمي.

### المملكة المتحدة
لم يتم منح الجنود البريطانيين الإذن من وزارة الخارجية أوالكومنولث لارتداء هذه الميدالية منذ إصدار ميدالية حملة بريطانية، ميدالية الخليج. وبالتالي فإن ارتداء زي ميدالية تحرير الكويت أو شريطها محظور ولا يُقبل إلا كتذكار.

### الولايات المتحدة الأمريكية

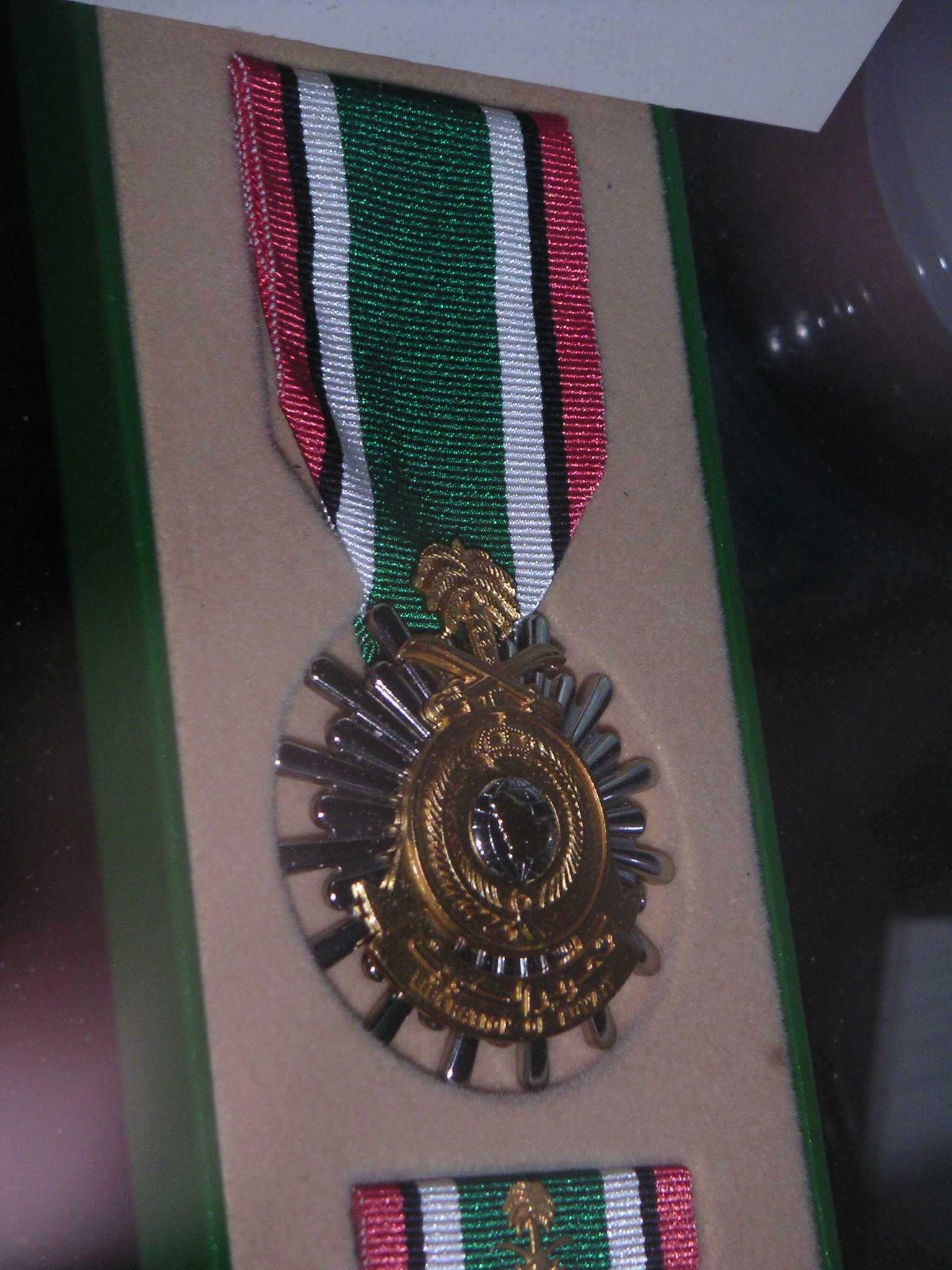
وسام تحرير الكويت، معروض في متحف فلوريدا العسكري في سانت أوغسطين، فلوريدا.

للحصول على الوسام لا بد أن يكون الجندي قد شارك في دعم عمليتي عاصفة الصحراء وتحرير الكويت في الفترة ما بين 17 يناير 1991 و 28 فبراير 1991. وتشمل المواقف التالية:
- الخليج العربي.
- البحر الأحمر.
- الجزء ما بين بحر العرب الذي يقع شمال خط عرض 10 درجات شمالًا وخط طول 68 درجة شرقًا.
- خليج عدن
- إجمالي مساحات العراق والكويت والسعودية وعمان والبحرين وقطر والإمارات العربية المتحدة.

## الشروط
بشرط أن تتوافر فيه إحدى الشروط التالية:
- خدم لمدة يوم واحد أو أكثر مع منظمة تشارك في العمليات البرية أو الساحلية.
- خدم لمدة يوم واحد أو أكثر على متن سفينة بحرية تدعم العمليات العسكرية بشكل مباشر.
- شارك بالفعل كأحد أفراد الطاقم في رحلة جوية أو أكثر لدعم العمليات العسكرية في المناطق المحددة أعلاه.
- خدم في مهمة مؤقتة لمدة 30 يومًا متتاليًا خلال فترة التصفيات. ملاحظة: قد يتم التنازل عن هذا الحد الزمني للأفراد الذين شاركوا فعليًا في العمليات القتالية.

## وصلات خارجية
- معهد الشعارات: وسام تحرير الكويت.